# لونا ۹

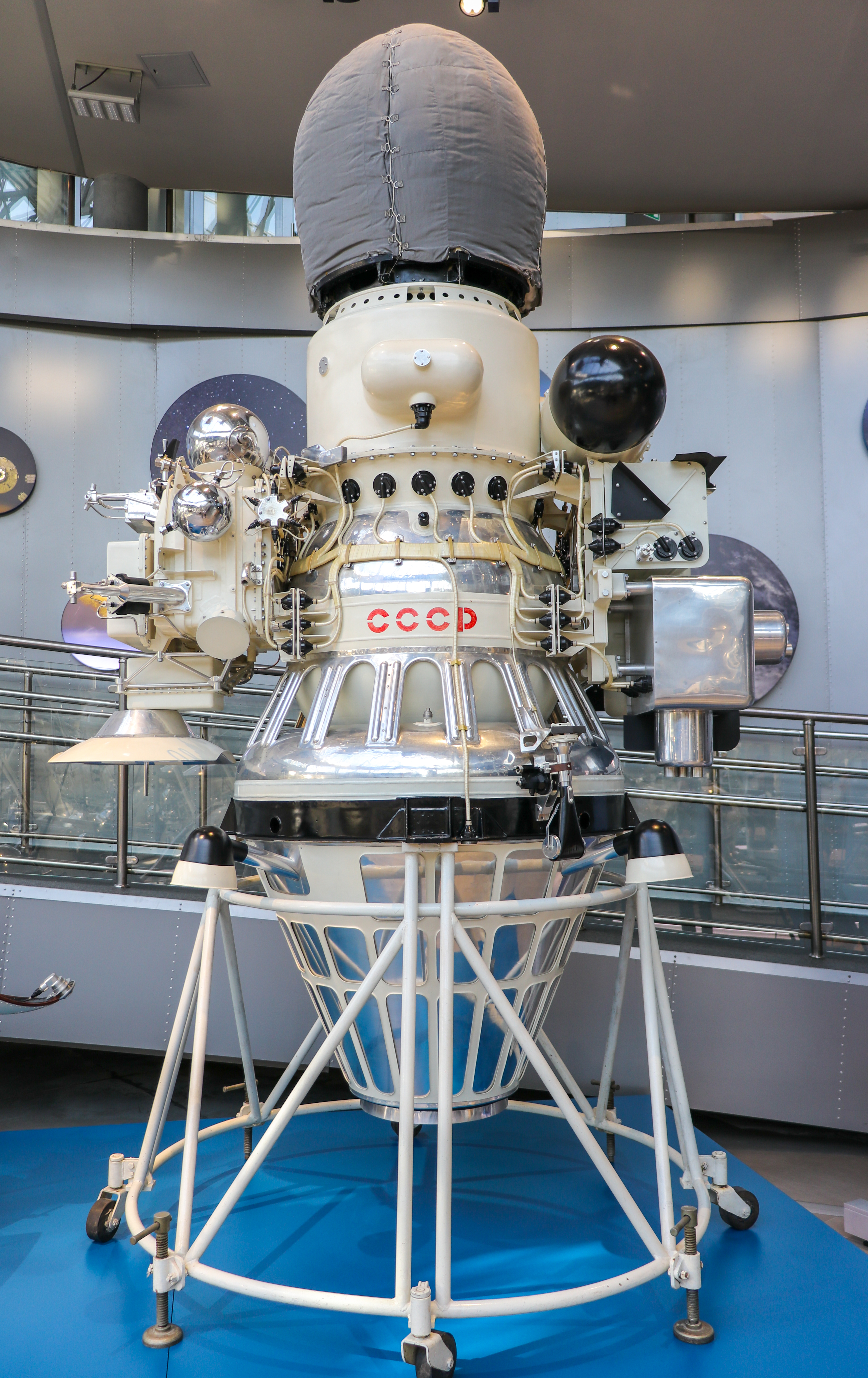
نمای یک‌نوع فضاپیمای «لونا ۹» در موزه - ۲۰۲۲

لونا ۹ (به انگلیسی: Luna 9) یک فضاپیمای بدون سرنشین برنامه لونا ساخت اتحاد جماهیر شوروی سوسیالیستی است. این فضاپیما، نخستین فضاپیمایی است که به صورت نرم در تاریخ ۳ فوریه ۱۹۶۶ بر روی کره ماه یا هر سیاره دیگری فرود آمد و عکس‌های زیادی از ماه به کره زمین ارسال کرد.